# That's Fine
That's Fine è un EP degli Snuff pubblicato nel 1991.

## Tracce
1. That's Fine (Smile) - 3:31
2. Another Day (Reprise) - 4:06
3. I Can See Clearly Now - 3:23
4. You're Wondering Now - 1:47